# Radomierzyce (przystanek kolejowy)
Radomierzyce – zlikwidowany przystanek osobowy w Radomierzycach na linii kolejowej nr 290 Mikułowa – Bogatynia, w powiecie zgorzeleckim, w województwie dolnośląskim, w Polsce.